# Kotes
Kotes is een bestuurslaag in het regentschap Blitar van de provincie Oost-Java, Indonesië. Kotes telt 1911 inwoners (volkstelling 2010).